# Simona Vinternatt
Simona Vinternatt (tidigare Simona Ericsson), född 28 april 1988, är en svensk sångerska, låtskrivare, artist och skådespelerska.

## Biografi
Simona Vinternatt är född och uppvuxen i Stockholm i Sverige. Som barn var hon med i många filmer, shower, musikaler och reklamfilmer. Inom film är hon mest igenkänd för sin roll som Elena i Tsatsiki – vänner för alltid. Under senare år har hennes passion varit musiken.
2018 debuteterade hon med sin singel INTO ME TOO följt av singeln Sydney 2019 med skivbolaget Rockatown Studios.  
I maj 2020 släppte hon sin tredje singel Help Myself från hennes första EP Lean on Me som släpptes under sommaren 2020 med skivbolaget Vinternatt Studio.

## Diskografi

### Singlar
- 2018 – INTO ME TOO
- 2019 – SYDNEY
- 2020 – Help Myself
- 2020 – Don't Leave Me Hanging
- 2020 – I Dream of You
- 2020 – Lean on Me
- 2020 – In Your Hands

### EP
- 2020 – Lean on Me

## Filmografi
| År   | Film                               | Roll    | Noteringar          |
| ---- | ---------------------------------- | ------- | ------------------- |
| 2000 | Födelsedagar och andra katastrofer | The Pal | Biroll, TV-kortfilm |
| 2001 | Tsatsiki - Vänner för alltid       | Elena   | Biroll              |
| 2002 | Just a Kid                         | Maria   | Huvudroll           |